# Pamětní kříž s erbem hrabat Kinských
Pískovcový pamětní kříž s erbem hrabat Kinských se nalézá od roku 1861 na křižovatce místní komunikace spojující hřebčín Ostrov s bažantnicí v oboře Luhy a polní cesty vedoucí odtud k jezu na řece Cidlina. Na druhé straně komunikace se nalézá další pískovcový kříž věnovaný roku 1885 památce hraběnky Agnes Kinské, rozené Schaffgotschové, manželky hraběte Oktaviána Josefa Kinského z Vchynic a Tetova.

## Popis
U křížení s polní cestou se nalézá na pískovcovém schodě nízký, hranolový, nahoře okosený podstavec, na kterém stojí pilíř zakončený nahoře obloukovitou římsou. Na čelní straně pilíře je umístěn  reliéf erbu hrabat Kinských z Vchynic a Tetova ozdobený hraběcí korunkou s fanfrnochy. Pod erbem je vytesán nápis: „Roku 1861 Obnoven 1880“.
Na obloukovitě zakončené římse pilíře stojí dvojitý pískovcový podstavec, do kterého je upevněn litinový krucifix s kovovým korpusem Krista a nápisem INRI nad hlavou. U paty krucifixu klečí okřídlený anděl.